# Thích Nhất Hạnh
Thích Nhất Hạnh (n. 11 octombrie 1926, Huế, Huế, Indochina Franceză – d. 22 ianuarie 2022, từ hiếu pogoda⁠(d), Huế, Vietnam) a fost un scriitor și călugăr budist vietamez.